# النبهة (حزم العدين)

تعديل مصدري - تعديل

النبهة محلة تابعة لقرية الصافية، التابعة لعزلة بني على بمديرية حزم العدين إحدى مديريات محافظة إب في الجمهورية اليمنية، بلغ تعداد سكانها 32 حسب تعداد اليمن لعام 2004.